# 佐渡市立新穂中学校
佐渡市立新穂中学校（さどしりつ にいぼちゅうがっこう）は、新潟県佐渡市新穂瓜生屋にある公立の中学校である。
国中平野に位置する。

## 教育目標
「やさしく　つよく　あたらしく」
- 重点目標
  - やさしく　（徳育）互いを尊重し、ともに支え合う生徒
  - つよく　　（体育）心身ともに健康な生徒
  - あたらしく（知育）自ら学び、考え、創造できる生徒

## 歴史
- 1947年（昭和22年）[1]
  - 5月16日：本校創立開校日（新穂小学校に併設）
  - 7月26日：PTA結成式
  - 7月29日：村学校後援会設立
- 1950年（昭和25年）
  - 8月15日：中学校同窓会設立
- 1952年（昭和27年）
  - 2月4日：新校舎に移転
  - 2月16日：新校舎落成式
- 1953年（昭和28年）
  - 2月20日：体育館落成式
  - 2月21日：校歌制定　ピアノ披露
- 1959年（昭和34年）
  - 4月1日：新星学園分校の設置
- 1961年（昭和36年）
  - 11月29日：新星学園新築
- 1963年（昭和38年）
  - 1月24日：新星学園失火全焼
  - 3月8日：青年の像除幕式
  - 10月29日：新星学園県へ移管
- 1967年（昭和42年）
  - 3月5日：創立20周年記念式典
- 1968年（昭和43年）
  - 3月1日：20周年記念あけぼのの像除幕式
- 1972年（昭和47年）
  - 10月1日：学校無人化実施
- 1975年（昭和50年）
  - 4月1日：県体育研究推進校指定
- 1976年（昭和51年）
  - 11月3日：創立30周年記念式典、ピアノ披露、ステージ幕披露
- 1978年（昭和53年）
  - 1月18日：グラウンド拡張竣工式
  - 3月31日：新星学園分校、新潟県立養護学校へ移管
- 1986年（昭和61年）
  - 10月21日：学校経営研究会（県中教研指定）
- 1991年（平成3年）
  - 8月21日：新校舎移転
  - 4月3日：道徳教育研究会（文部省指定）
- 1993年（平成5年）
  - 2月10日：新体育館完成
  - 10月15日：校舎等落成式
- 1996年（平成8年）
  - 8月10日：創立50周年記念式典
- 1997年（平成9年）
  - 11月21日：学習指導研究会
- 1999年（平成11年）
  - 3月31日：グラウンド・テニスコート拡張完成
- 2002年（平成14年）
  - 4月1日：学力向上フロンティア事業（文部科学省指定）
  - 11月19日：前庭整備（用地取得）
- 2003年（平成15年）
  - 9月1日：前庭整備完了
- 2004年（平成16年）
  - 9月30日：学力向上フロンティア事業発表会（3年数学公開）
- 2005年（平成17年）
  - 3月31日：地域イントラネット基盤整備事業
- 2010年（平成22年）
  - 1月22日：教育工学室コンピュータ入替（40台）
  - 8月27日：普通教室床塗装
  - 9月30日：体育館外壁補修
- 2011年（平成23年）
  - 8月31日：教務室コンピュータLAN設置
- 2013年（平成25年）
  - 3月31日：渡り廊下雨漏り修理
- 2015年（平成27年）
  - 3月31日：のぞみ学級新設
- 2016年（平成28年）
  - 9月10日：創立70周年記念体育祭
  - 10月29日：創立70周年記念文化祭
- 2017年（平成29年）
  - 3月31日：階段壁取り付け
  - 9月8日：ランチルームエアコン設置
- 2018年（平成30年）
  - 8月22日：教育工学室コンピュータ入替（27台）

## 部活動

### 運動部
- 男子野球部
- 男子バスケットボール部

- 女子バレーボール部

- 男女ソフトテニス部

期間限定で陸上部、駅伝部が設けられる。

### 文化クラブ
- 音楽クラブ

- 美術クラブ

- 将棋クラブ

## 通学区域
旧新穂村区域に相当。
- 皆川、舟下、下新穂、武井、下大野、郷平、上大野、井内、上新穂、瓜生屋、北方、島、新穂、馬場、三協、田野沢、正明寺、潟上、青木、長畝、内巻[2]

### 進学前小学校
- 佐渡市立新穂小学校[2]
- 佐渡市立行谷小学校[2]

## アクセス
- 新潟交通佐渡 南線ほか 「旅行村瓜生屋」バス停より徒歩約3分